# Целевое назначение земель в России
Целевое назначение земель — разделение земель и земельных участков по видам (категориям) и целевому назначению. Предназначено для определения правового статуса земельного участка и его разрешённого использования, например, для разрешения или запрета индивидуального жилищного, дачного и других видов строительства. Установлено и регулируется Земельным кодексом РФ и другими законодательными актами и федеральными законами, в том числе законами, установленными и устанавливаемыми в отдельных субъектах Российской Федерации.

## Категории земель и их назначение
На 1 января 2013 года все земли Российской Федерации (всего 1 709 824 600 га) распределились по категориям следующим образом:
- Земли сельскохозяйственного назначения (386 135 800 га)
- Земли населённых пунктов (19 886 900 га)
- Земли промышленности и иного спец. назначения (16 898 900 га)
- Земли особо охраняемых территорий и объектов (46 065 800 га)
- Земли лесного фонда (1 121 928 100 га)
- Земли водного фонда (28 044 500 га)
- Земли запаса (90 864 600 га)

### Земли сельскохозяйственного назначения
Земли сельхозназначения — это земли с плодородными почвами за границами поселений, выделенные для сельскохозяйственных нужд (производства сельскохозяйственной продукции).
Виды земель сельскохозяйственного назначения
- Сельскохозяйственные угодья: пашни; сенокосы; пастбища; залежи; земли, занятые многолетними насаждениями (садами, виноградниками и другими)
- Земли, занятые: внутрихозяйственными дорогами; коммуникациями; лесными насаждениями, предназначенными для обеспечения защиты земель от воздействия негативных (вредных) природных, антропогенных и техногенных явлений; водными объектами; зданиями, строениями, сооружениями, используемыми для производства, хранения и первичной переработки сельскохозяйственной продукции[8].

Земли сельскохозяйственного назначения могут использоваться:
- для создания и развития личных подсобных хозяйств
- для ведения садоводства
- для ведения огородничества
- для ведения животноводства
- для ведения рыбоводства
- для сенокошения
- для выпаса скота
- для ведения охотничьего хозяйства
- для дачного строительства

На землях сельхозназначения в некоторых(каких?) случаях возможно индивидуальное жилищное строительство с регистрацией (пропиской) и без регистрации. В остальных случаях строительство жилых домов, в которых предусмотрена регистрация (прописка), на землях сельхозназначения невозможна, или возможна с ограничениями, или возможна после перевода земель из этой категории в категорию земель населённых пунктов.

### Земли населённых пунктов
Земли населённых пунктов (поселений) — это земли, находящиеся внутри границ населённых пунктов и поселений и предназначенные для застройки и развития этих населённых пунктов. Регулируются Градостроительным кодексом РФ, генеральными планами населённых пунктов и градостроительными нормами.

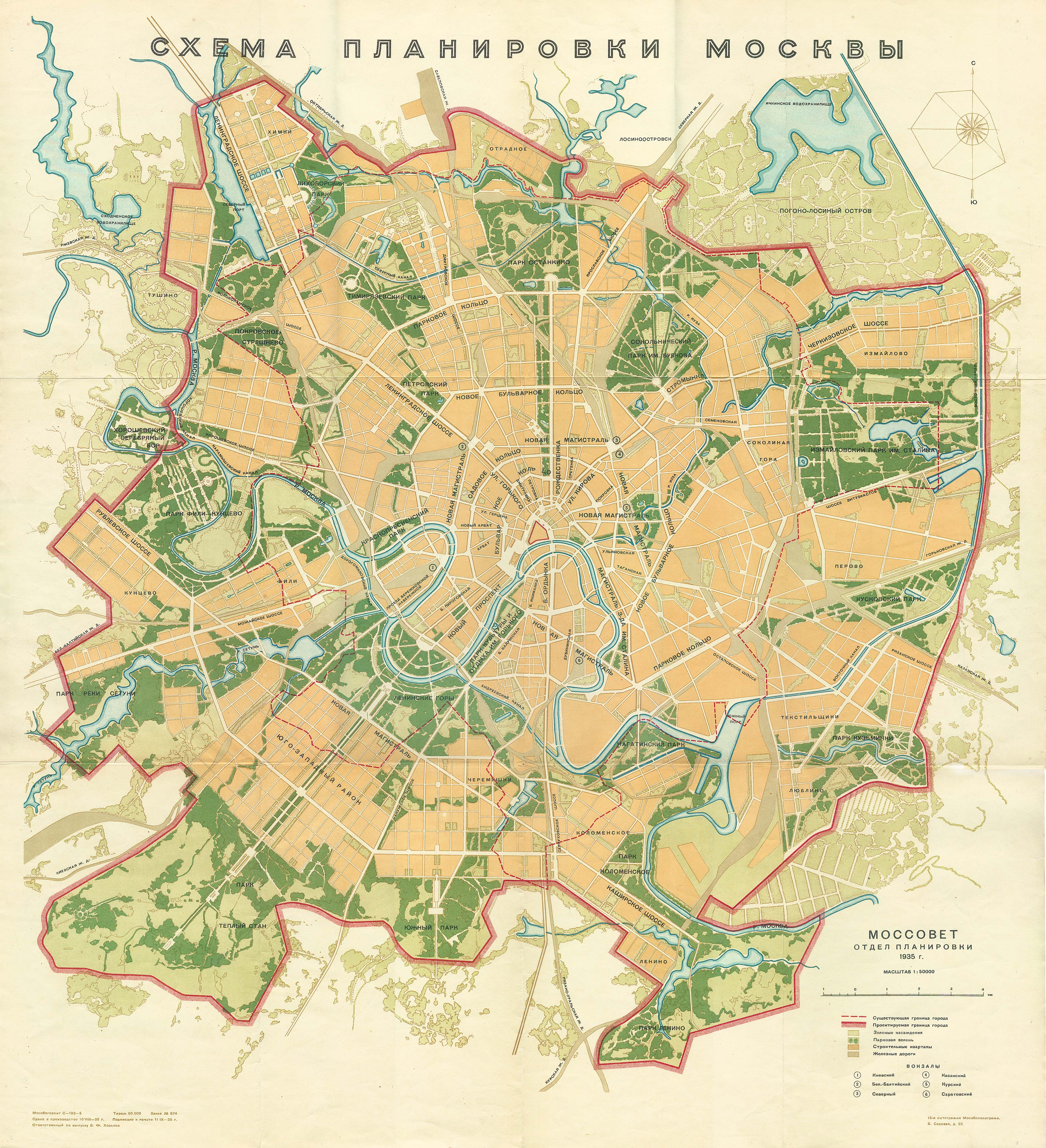
Генеральный план Москвы, 1935 г.

Земли поселений могут использоваться:
- для застройки
- для ведения личного подсобного хозяйства
- для индивидуального жилищного строительства

### Земли промышленности и иного специального назначения
Земли промышленности и иного специального назначения — это земли, предназначенные для обеспечения деятельности организаций и (или) эксплуатации объектов промышленности, энергетики, транспорта, связи, радиовещания, телевидения, информатики, объектов для обеспечения космической деятельности, объектов обороны и безопасности, осуществления иных специальных задач, что позволяет отграничить данную категорию земель от земель всех иных категорий, например, от схожих элементов состава земель поселений, таких, как производственные, инженерные и транспортные инфраструктуры, специального назначения, военных объектов. Земли с этим статусом всегда находятся за границами населённых пунктов, городских и сельских поселений.
Виды земель специального назначения и их использование:
- Земли промышленности[12];
- Земли энергетики[13];
- Земли транспорта[14];

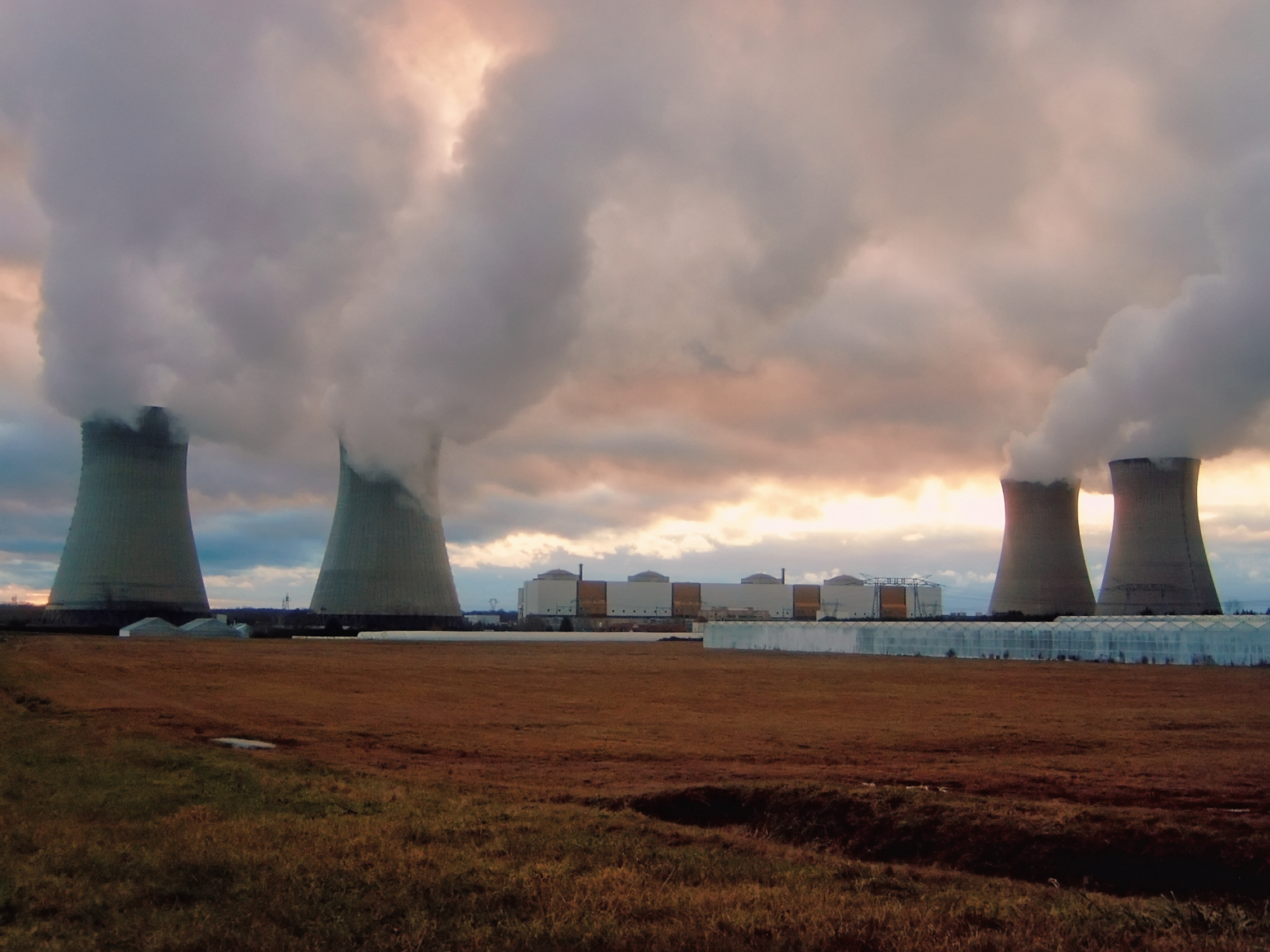
Градирни. Обычно располагаются на землях энергетики

- Земли связи, радиовещания, телевидения, информатики[15];
- Земли для обеспечения космической деятельности[16];
- Земли обороны и безопасности[17];
- Земли иного специального назначения[18];

### Земли особо охраняемых территорий и объектов

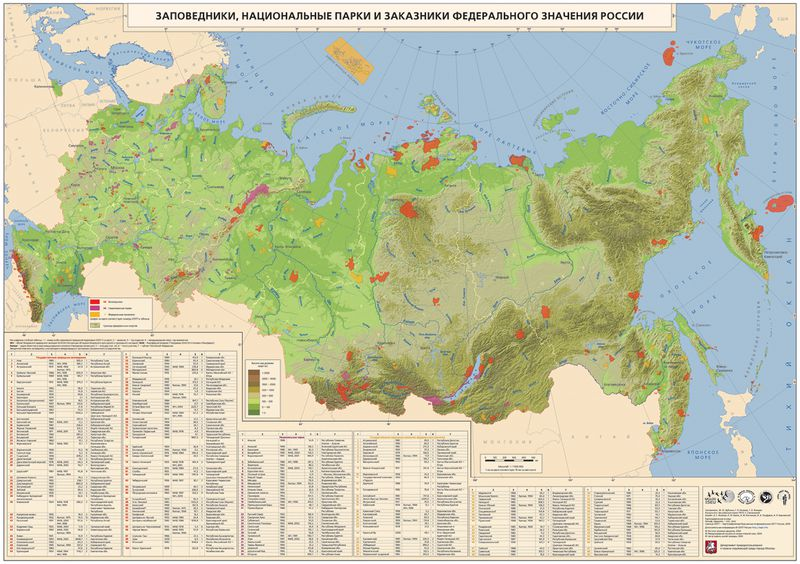
Карта ООПТ федерального значения на территории Российской Федерации, 2005 г.

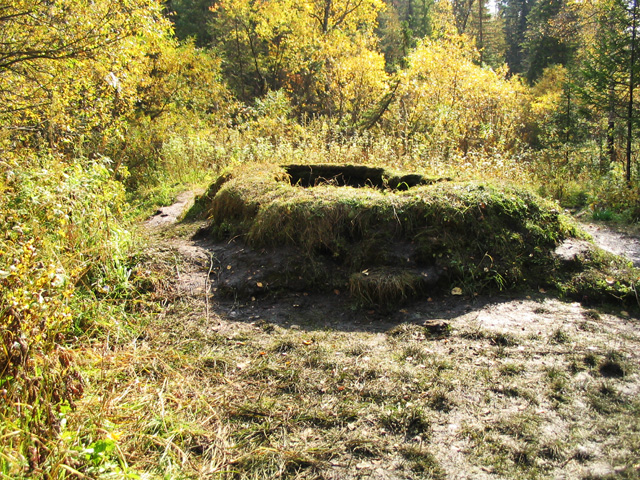
Главная Таловская чаша — государственный памятник природы в Томской области

Земли особо охраняемых территорий и объектов — это земли, изъятые государством из оборота и находящиеся под контролем и охраной государства. Такие земли имеют особое ценное значение: природоохранное, в том числе, водоохранное, научное, культурно-историческое, эстетическое, рекреационное, оздоровительное или иное. На землях особо охраняемых территорий и объектов либо вообще не ведётся хозяйственная деятельность, либо ведётся только такая деятельность, которая необходима для сохранения самой территории или объекта.
Виды земель особо охраняемых территорий и объектов:
Особо охраняемые природные территории (ООПТ):
- государственные природные заповедники, в том числе биосферные природные заповедники;
- государственные и региональные природные заказники;
- памятники природы;
- национальные парки;
- природные парки;
- дендрологические парки;
- ботанические сады;
- территории традиционного природопользования;
- другие типы ООПТ регионального и местного значения.

По данным GIS-Lab (неформального сообщества специалистов в области ГИС и ДЗЗ), актуальным на 2.09.2011 г., на территории Российской Федерации зарегистрировано 214 ООПТ федерального подчинения, из них 102 объекта — государственные заповедники, 43 — государственные национальные парки, 69 — федеральные заказники.

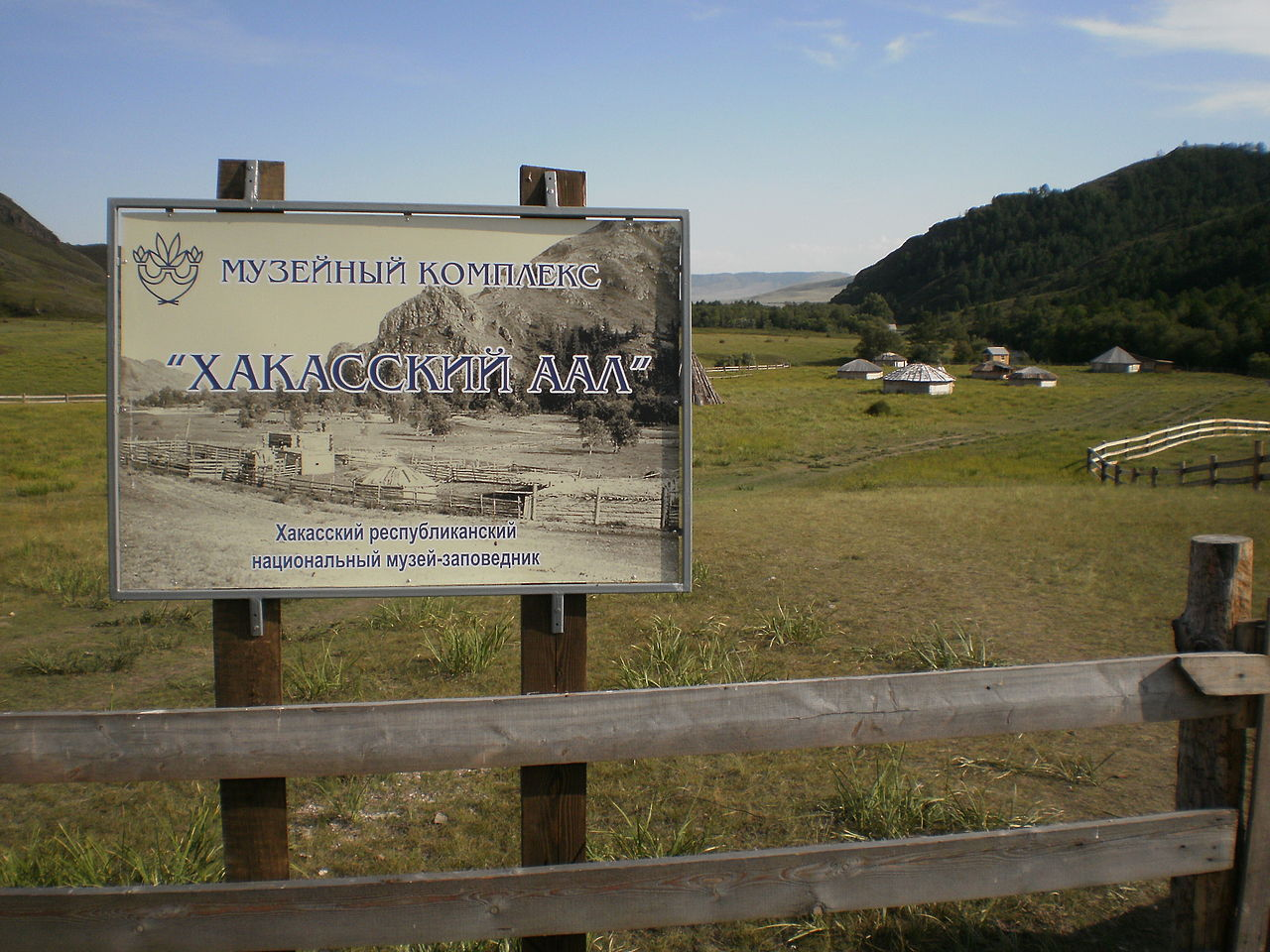
Вид на музейный комплекс «Хакасский аал» в музее-заповеднике близ с. Казановка (Хакасия)

| Список ООПТ федерального значения на территории РФ | Список ООПТ федерального значения на территории РФ | Список ООПТ федерального значения на территории РФ |
| Государственные заповедники                        | Государственные заповедники                        | Государственные заповедники                        |
| -------------------------------------------------- | -------------------------------------------------- | -------------------------------------------------- |
| Азас                                               | Алтайский                                          | Астраханский                                       |
| Байкало-Ленский                                    | Байкальский                                        | Баргузинский                                       |
| Басеги                                             | Бастак                                             | Башкирский                                         |
| Белогорье                                          | Богдинско-Баскунчакский                            | Болоньский                                         |
| Большая Кокшага                                    | Большехехцирский                                   | Большой Арктический                                |
| Ботчинский                                         | Брянский Лес                                       | Буреинский                                         |
| Верхне-Тазовский                                   | Висимский                                          | Витимский                                          |
| Вишерский                                          | Волжско-Камский                                    | Воронежский                                        |
| Воронинский                                        | Галичья Гора                                       | Гыданский                                          |
| Дагестанский                                       | Дальневосточный Морской                            | Дарвинский                                         |
| Даурский                                           | Денежкин Камень                                    | Джергинский                                        |
| Джугджурский                                       | Жигулёвский                                        | Зейский                                            |
| Ильменский                                         | Кабардино-Балкарский                               | Калужские Засеки                                   |
| Кавказский                                         | Кандалакшский                                      | Катунский                                          |
| Кедровая Падь                                      | Керженский                                         | Кивач                                              |
| Кологривский лес                                   | Командорский                                       | Комсомольский                                      |
| Корякский                                          | Костомукшский                                      | Кроноцкий                                          |
| Кузнецкий Алатау                                   | Курильский                                         | Лазовский                                          |
| Лапландский                                        | Магаданский                                        | Малая Сосьва                                       |
| Мордовский                                         | Ненецкий                                           | Нижнесвирский                                      |
| Норский                                            | Нунгуш                                             | Окский                                             |
| Олёкминский                                        | Оренбургский                                       | Остров Врангеля                                    |
| Пасвик                                             | Печоро-Илычский                                    | Пинежский                                          |
| Полисовский                                        | Поронайский                                        | Приволжская лесостепь                              |
| Приокско-Террасный                                 | Присурский                                         | Путоранский                                        |
| Рдейский                                           | Ростовский                                         | Саяно-Шушенский                                    |
| Северо-Осетинский                                  | Сихотэ-Алинский                                    | Сохондинский                                       |
| Столбы                                             | Таймырский                                         | Тебердинский                                       |
| Тигирекский                                        | Тунгусский                                         | Убсунурская котловина                              |
| Уссурийский                                        | Усть-Ленский                                       | Утриш                                              |
| Хакасский                                          | Ханкайский                                         | Хинганский                                         |
| Хопёрский                                          | Центрально-Лесной                                  | Центральносибирский                                |
| Центрально-Чернозёмный                             | Чёрные земли                                       | Шульган-Таш                                        |
| Эрзи                                               | Юганский                                           | Южно-Уральский                                     |
| Государственные национальные парки и ГК «Завидово» |                                                    |                                                    |
| Алания                                             | Алханай                                            | Анюйский                                           |
| Башкирия                                           | Бузулукский бор                                    | Валдайский                                         |
| Водлозерский                                       | Забайкальский                                      | Зюраткуль                                          |
| Калевальский                                       | Кенозерский                                        | Куршская коса                                      |
| Лосиный остров                                     | Марий Чодра                                        | Мещёра                                             |
| Мещёрский                                          | Нечкинский                                         | Нижняя Кама                                        |
| Орловское Полесье                                  | Паанаярви                                          | Плещеево озеро                                     |
| Прибайкальский                                     | Припышминские боры                                 | Приэльбрусье                                       |
| Русский север                                      | Русская Арктика                                    | Самарская Лука                                     |
| Себежский                                          | Смоленское Поозерье                                | Смольный                                           |
| Сочинский                                          | Таганай                                            | Тункинский                                         |
| Угра                                               | Удэгейская легенда                                 | Хвалынский                                         |
| Чаваш Вармане                                      | Шорский                                            | Шушенский бор                                      |
| Югыд Ва                                            |                                                    |                                                    |
| Федеральные заказники                              |                                                    |                                                    |
| Аграханский                                        | Алтачейский                                        | Баджальский                                        |
| Баировский                                         | Белоозерский                                       | Буркальский                                        |
| Васпухольский                                      | Верхне-Кондинский                                  | Воронежский                                        |
| Государственный комплекс «Таруса»                  | Даутский                                           | Долина Дзерена                                     |
| Елизаровский                                       | Елогуйский                                         | Земля Франца-Иосифа                                |
| Ингушский                                          | Кабанский                                          | Каменная степь                                     |
| Канозерский                                        | Кижский                                            | Кирзинский                                         |
| Клетнянский                                        | Клязьменский                                       | Красный Яр                                         |
| Куноватский                                        | Курганский                                         | Лебединый                                          |
| Леопардовый                                        | Малые Курилы                                       | Меклетинский                                       |
| Мурманский тунровый                                | Муромский                                          | Мшинское болото                                    |
| Надымский                                          | Ненецкий                                           | Нижне-Обский                                       |
| Олонецкий                                          | Ольждиканский                                      | Орловский                                          |
| Приазовский                                        | Пуринский                                          | Ремдовский                                         |
| Рязанский                                          | Самурский                                          | Саратовский                                        |
| Сарпинский                                         | Северземельский                                    | Сийский                                            |
| Сочинский                                          | Советский                                          | Старокулаткинский                                  |
| Степной                                            | Сумароковский                                      | Сурский                                            |
| Тляратинский                                       | Томский                                            | Тофаларский                                        |
| Туломский                                          | Тумнинский                                         | Тюменский                                          |
| Удыль                                              | Фролихинский                                       | Харбинский                                         |
| Хехцир                                             | Хингано-Архаринский                                | Цасучейский бор                                    |
| Цейский                                            | Цимлянский                                         | Южно-Камчатский                                    |
| Ярославский                                        |                                                    |                                                    |

Земли природоохранного назначения:
- земли, занятые защитными лесами, предусмотренными лесным законодательством (за исключением защитных лесов, расположенных на землях лесного фонда, землях особо охраняемых природных территорий);
- иные земли, выполняющие природоохранные функции, например, земли, выполняющие водоохранные функции.

Земли рекреационного назначения — земельные участки, на которых находятся:
- дома отдыха, пансионаты, кемпинги;
- объекты физической культуры и спорта;
- туристические базы, стационарные и палаточные туристско-оздоровительные лагеря, детские и спортивные лагеря, детские туристические станции, дома рыболова и охотника;
- туристские парки, учебно-туристические тропы, трассы;
- другие подобные объекты.

Земли историко-культурного назначения — это земли, на которых расположены:
- памятники истории и искусства, объекты культурного (в том числе, археологического) наследия народов РФ;
- достопримечательности и достопримечательные места;
- захоронения (военные и гражданские).

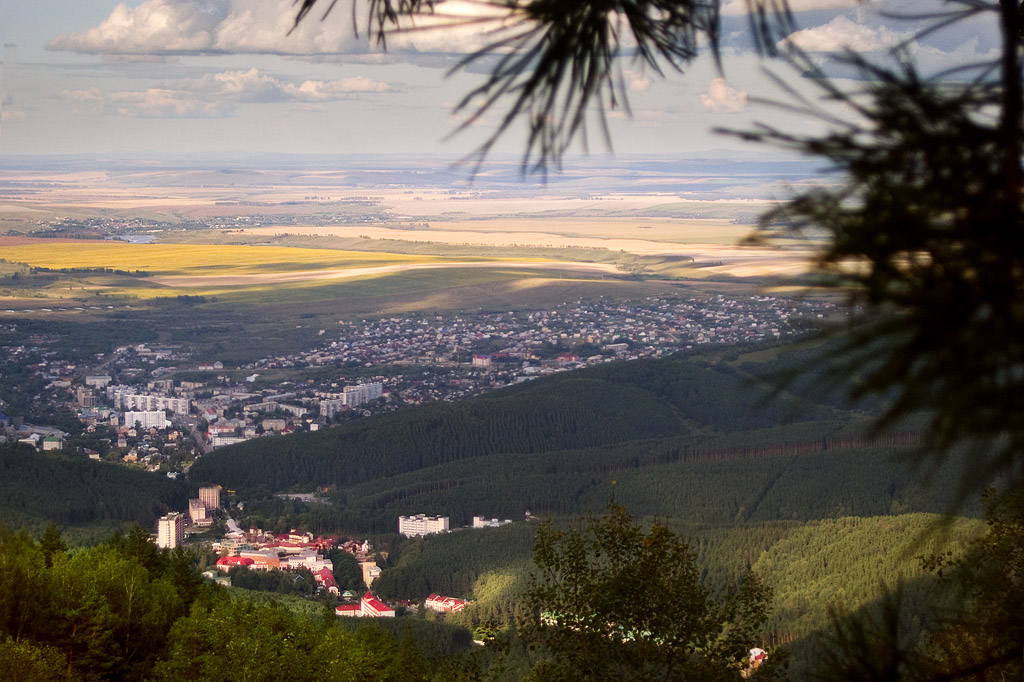
Белокуриха, Бальнеологический курорт федерального значения в Алтайском крае

Земли лечебно-оздоровительного назначения — это земли лечебно-оздоровительных местностей и курортов, обладающие природными лечебными ресурсами и предназначенные для лечения и отдыха граждан:
- округи санитарной и горно-санитарной охраны лечебно-оздоровительной местности;
- курорты федерального значения.

Особо ценные земли — это природные объекты и объекты культурного наследия, представляющие особую научную, историко-культурную ценность:
- типичные или редкие ландшафты;
- культурные ландшафты;
- сообщества растительных, животных организмов;
- редкие геологические образования;
- земельные участки, предназначенные для осуществления деятельности научно-исследовательских организаций.

### Земли лесного фонда

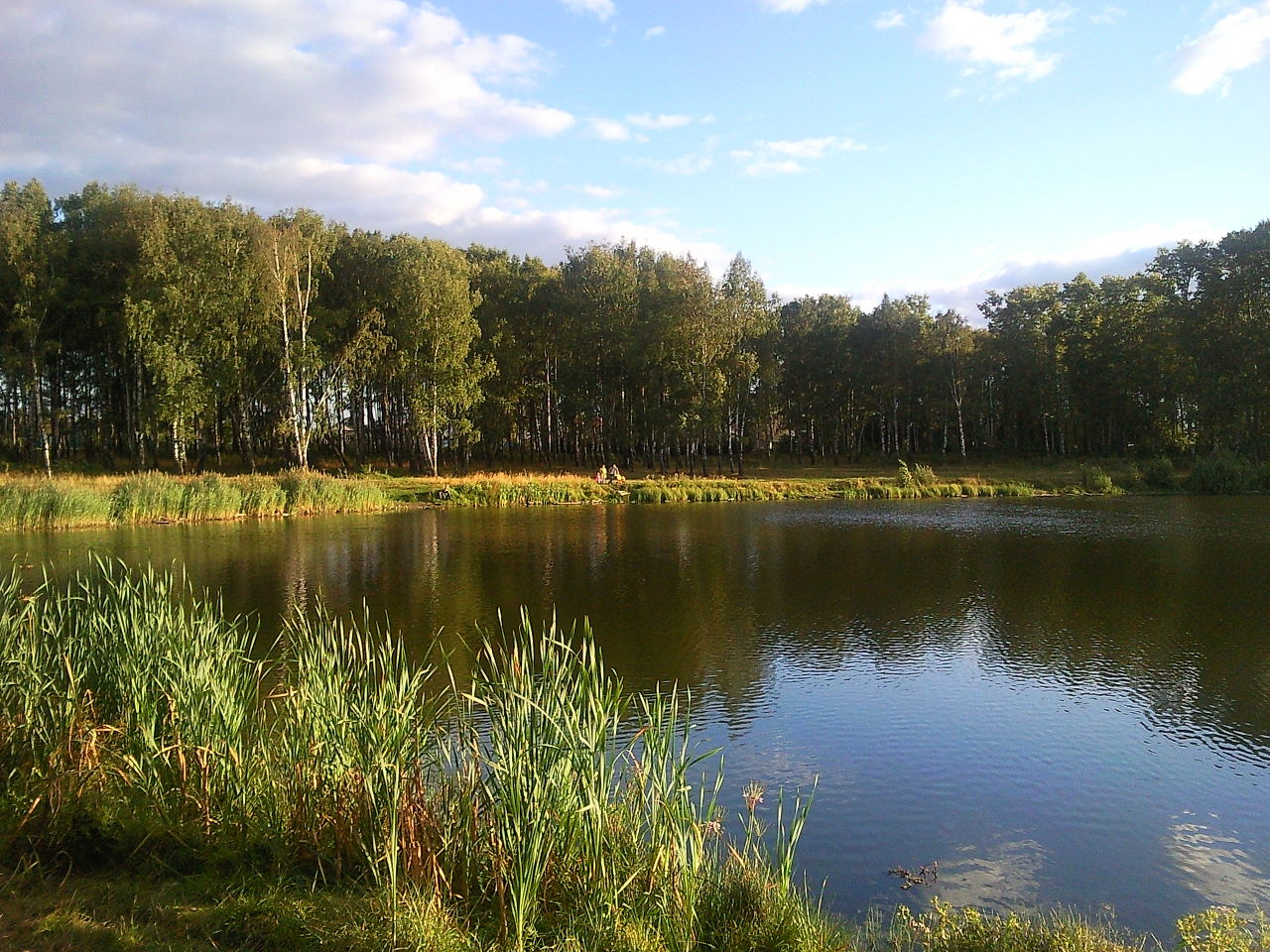
Козье болото. Иваново

К землям лесного фонда относятся лесные земли (земли, покрытые лесной растительностью и не покрытые ею, но предназначенные для её восстановления, — вырубки, гари, редины, прогалины и другие) и предназначенные для ведения лесного хозяйства нелесные земли (просеки, дороги, болота и другие), кроме лесов на землях обороны, городских поселений, а также древесно-кустарниковой растительности на землях сельскохозяйственного назначения, транспорта, населённых пунктов, водного фонда и иных категорий.
В постоянное (бессрочное) пользование, аренду, безвозмездное срочное пользование лесные участки, находящиеся в государственной или муниципальной собственности, предоставляются юридическим лицам, в аренду, безвозмездное срочное пользование — гражданам. Предоставление гражданам, юридическим лицам в аренду лесных участков, находящихся в государственной или муниципальной собственности, осуществляется в соответствии с Лесным кодексом РФ.

### Земли водного фонда
К землям водного фонда относятся земли:
1. покрытые поверхностными водами, сосредоточенными в водных объектах;
2. занятые гидротехническими и иными сооружениями, расположенными на водных объектах.

На землях, покрытых поверхностными водами, не осуществляется образование земельных участков. В целях строительства водохранилищ и иных искусственных водных объектов осуществляется резервирование земель.
Порядок использования и охраны земель водного фонда определяется Земельным кодексом РФ и водным законодательством.

### Земли запаса
К землям запаса относятся земли, находящиеся в государственной или муниципальной собственности и не предоставленные гражданам или юридическим лицам, за исключением земель фонда перераспределения земель, формируемого в соответствии со статьей 80 Земельного кодекса РФ. Использование земель запаса допускается после перевода их в другую категорию, за исключением случаев, если земли запаса включены в границы охотничьих угодий, и иных предусмотренных федеральными законами случаев.

## Перевод земель из категории в категорию
Порядок перевода земель из одной категории в другую устанавливается федеральными законами.

Перевод земель из одной категории в другую может осуществляться в отношении следующих земель следующими органами:
1. земель, находящихся в федеральной собственности, — Правительством Российской Федерации;
2. земель, находящихся в собственности субъектов Российской Федерации, и земель сельскохозяйственного назначения, находящихся в муниципальной собственности, — органами исполнительной власти субъектов Российской Федерации;
3. земель, находящихся в муниципальной собственности, за исключением земель сельскохозяйственного назначения, — органами местного самоуправления;
4. земель, находящихся в частной собственности:
  - земель сельскохозяйственного назначения — органами исполнительной власти субъектов Российской Федерации;
  - земель иного целевого назначения — органами местного самоуправления.

Перевод земель населенных пунктов в земли иных категорий и земель иных категорий в земли населенных пунктов независимо от их форм собственности осуществляется путём установления или изменения границ населенных пунктов в порядке, установленном Земельным Кодексом и законодательством Российской Федерации о градостроительной деятельности.
Перевод земель иных категорий в земли особо охраняемых территорий и объектов осуществляется путём установления или изменения в порядке, установленном настоящим Кодексом и законодательством Российской Федерации об особых экономических зонах, границ туристско-рекреационной особой экономической зоны.

## Категории землевладельцев и землепользователей
1. Российская Федерация и субъекты Российской Федерации
2. Муниципальные образования
3. Юридические лица
  - крестьянские (фермерские) хозяйства
  - хозяйственные товарищества и общества
  - производственные кооперативы
  - государственные и муниципальные унитарные предприятия
  - иные коммерческие организации
  - некоммерческие организации, в том числе потребительские кооперативы, религиозные организации
  - казачьи общества
  - опытно-производственные, учебные, учебно-опытные и учебно-производственные подразделения научных организаций, образовательных организаций, готовящих кадры в области сельского хозяйства, и общеобразовательные организации
4. Физические лица (граждане РФ)

- в отдельную категорию граждан РФ, владеющих землями с особым статусом и на иных основаниях, чем все остальные граждане РФ, можно выделить общины коренных малочисленных народов Севера, Сибири и Дальнего Востока. Так как сам термин «территория традиционного природопользования» был введён 22 апреля 1992 года специально для сохранения и защиты традиционного образа жизни этих малочисленных народов[24]. Особый статус земель ТТП (один из типов земель ООПТ) предполагает, что представители коренных малочисленных народов будут заниматься на своих землях традиционными видами деятельности и, таким образом, сохранят свою аутентичность[25].

Иностранные граждане, лица без гражданства и иностранные юридические лица также могут быть землепользователями земель Российской Федерации, как правило, с существенными ограничениями.
Пользование участками земли осуществляется на разных правовых основаниях:
- на основании права собственности (собственники)
- на праве постоянного (бессрочного) пользования или на праве безвозмездного срочного пользования (землепользователи)
- на праве пожизненного наследуемого владения (землевладельцы)
- по договору аренды, договору субаренды (арендаторы)
- на праве ограниченного пользования чужими земельными участками (обладатели сервитута)

## История земельного законодательства в России: вехи
Исследователи говорят о двух последних веках, как о времени развития земельного законодательства в России, а его сегодняшний этап называют самым проблемным во всей истории. Специалисты по земельному праву выделяют несколько основных этапов, повлиявших на становление современного российского земельного законодательства.
|  | До 1861 г.                | Сословное землевладение Крестьянское сословие не обладает никакими закреплёнными законодательно самостоятельными правами на землю, не имеют самостоятельного голоса в вопросах её использования. Собственники земли — казна и дворянство. |
|  | 1861 г.                   | Аграрная реформа После Аграрной реформы 1861 года за крестьянами единолично, или в составе земельных общин, законодательно закрепляются права и обязанности на землю. Эти права существенно ограничиваются необходимостью внесения большого залога и обязательствами по выкупу земель у бывшего собственника. В личной собственности у крестьян земли практически не было, по большей части речь шла о долгосрочной аренде земли. |
|  | 1905 г.                   | Реформа П. А. Столыпина Расширение прав крестьян на землю, первые шаги к переходу от общинного землевладения к личной (частной) собственности главы крестьянского хозяйства. |
|  | 26/Х (по ст. ст.) 1917 г. | Крестьянский наказ в рамках Декрета о земле Вся земля объявлена народным достоянием, частная собственность на землю отменена, запрещено сдавать землю в аренду и в залог. |
|  | 30/Х 1922 г.              | Земельный кодекс РСФСР Земельным кодексом было закреплено право на трудовое землепользование. Институт частной собственности отменён, вся земля принадлежит государству, запрещено проводить какие-либо сделки с землёй, запрещён наёмный труд. |
|  | 1990 г.                   | Земельная реформа Приняты Закон РСФСР «О крестьянском (фермерском) хозяйстве» и Закон РСФСР «О земельной реформе», которым отменялась монополия государства на землю. Начато законодательное движение по включению земли в рыночный оборот, которое было обложено мораторием на 10 последующих лет. |
|  | 25 апреля 1991 г.         | Земельный кодекс РСФСР Земельное законодательство развивает положения о приватизации в трёх направлениях: приватизация земель сельхозназначения, приватизация земель при приватизации госпредприятий и приватизация земель граждан. |
|  | 1993 г.                   | Конституционная реформа С принятием Конституции РФ земельная реформа получила мощный толчок, отменён 10-летний мораторий на коммерческие сделки с землёй |